# Peromyia clancula
Peromyia clancula är en tvåvingeart som beskrevs av Jaschhof 2009. Peromyia clancula ingår i släktet Peromyia, och familjen gallmyggor. Arten har ej påträffats i Sverige.